# Rajhrad
Rajhrad (tyska: Groß Raigern) är en stad i Tjeckien. Den ligger i regionen Södra Mähren, i den sydöstra delen av landet, 190 km sydost om huvudstaden Prag. Rajhrad ligger 196 meter över havet och antalet invånare är 3 609 (2016).
Terrängen runt Rajhrad är platt. Runt Rajhrad är det ganska tätbefolkat, med 155 invånare per kvadratkilometer. Närmaste större samhälle är Brno, 11,7 km norr om Rajhrad. Trakten runt Rajhrad består till största delen av jordbruksmark.